# Jerzy Waszyngton (serial telewizyjny)
Jerzy Waszyngton (ang. George Washington) – amerykański miniserial biograficzny, przedstawiający życie pierwszego prezydenta Stanów Zjednoczonych, Jerzego Waszyngtona. 
Serial podzielony jest na trzy części. Część pierwsza opowiada o wojnie francusko-angielskiej, część druga o początku rewolucji amerykańskiej, a część trzecia o jej zakończeniu i odzyskanie niepodległości przez Stany Zjednoczone.

## Obsada
- Barry Bostwick - George Washington
- Patty Duke Astin - Martha Washington (żona Waszyngtona)
- David Dukes - George William Fairfax (przyjaciel Waszyngtona)
- Jaclyn Smith - Sally Fairfax (żona Williama Georga Fairfaxa)
- Lloyd Bridges - Caleb Quinn
- José Ferrer - Robert Dinwiddie
- Hal Holbrook - John Adams
- Trevor Howard - Lord Fairfax
- Jeremy Kemp - Horatio Gates
- Richard Kiley - George Mason
- Stephen Macht - Benedict Arnold
- James Mason - Edward Braddock
- Rosemary Murphy - Mary Ball Washington (matka Waszyngtona)
- Clive Revill - John Campbell
- Robert Stack - John Stark
- Anthony Zerbe - St. Pierre
- J. Kenneth Campbell - Richard Henry Lee
- Philip Casnoff - Lafayette
- Josh Clark - Tench Tilghman
- Kevin Conroy - John Laurens